# فوتبال در المپیک تابستانی ۱۸۹۶
در بازی‌های المپیک تابستانی ۱۸۹۶ در آتن، یک رویداد فوتبال غیررسمی در ۱۲ آوریل بین دو تیم نماینده یونان و دانمارک در پودیلاتودرومیو برگزار شد. کمیته بین‌المللی المپیک (IOC) وجود یک تورنمنت رسمی فوتبال در المپیک ۱۸۹۶ را به رسمیت نمی‌شناسد و اکثر آثار اختصاص یافته به بازی‌های المپیک ۱۸۹۶ در واقع به یک مسابقه فوتبال اشاره نمی‌کنند. با این حال، شواهد غیرقابل انکاری وجود دارد که نشان می‌دهد مسابقه فوق به عنوان بخشی از برنامه (غیر رسمی) یا به عنوان یک "ورزش نمایشی" در طول بازی‌های المپیک انجام شده است.
دلیل اینکه این مسابقه کم و بیش نادیده گرفته شد به دلیل توصیه‌ای از سوی ولیعهد کنستانتین، رئیس کمیته سازماندهی المپیک ۱۸۹۶ بود که علناً اعلام کرد ورزش‌هایی که جزو برنامه رسمی المپیک نیستند نباید ذکر شوند. بنابراین، به دلیل طبقه بندی غیررسمی آن، گزارش مسابقه فوتبال در هر جایی ممنوع شد، چه توسط مطبوعات محلی و چه ملی. در نتیجه، امتیاز نهایی بازی همچنان نامشخص باقی می‌ماند و منابع مختلف ادعا می‌کنند که نتیجه بازی، پیروزی ۹–۰ یا ۱۵–۰ دانمارکی‌ها بود که بعداً توسط کمیته سازماندهی محلی، مدال‌های برنز دریافت کردند. شایان ذکر است، این برادر کوچکتر شاهزاده کنستانتین، شاهزاده جرج یونان و دانمارک بود که مسابقه فوتبال را قضاوت کرد.

## پیش زمینه
سازماندهی یک تورنمنت فوتبال در بازی‌های ۱۸۹۶ مستقیماً در اولین جلسه IOC که در نوامبر ۱۸۹۴ برگزار شد مطرح شد، به این معنی که در ابتدا قرار بود یک تورنمنت فوتبال المپیک در این بازی‌ها برگزار شود. در اوایل سال ۱۸۹۶، کمیته سازماندهی المپیک یونان مطلع شده بود که چهار تیم فوتبال خارجی علاقه‌مند به اعزام یک تیم هستند و به این ترتیب، در ۱۷ مارس تصمیم گرفته شد که فوتبال در برنامه رسمی بازی‌های ۱۸۹۶ گنجانده شود. با این حال، هیچ یک از چهار باشگاه در آتن حاضر نشدند و به این ترتیب، علیرغم آماده سازی یونان برای یک تورنمنت فوتبال، در نهایت تصمیم به حذف فوتبال از برنامه رسمی المپیک به دلیل تعداد کم شرکت کنندگان در ۲۸ مارس در جلسه کمیته سازماندهی یونان گرفته شد.
آخرین مهلت ثبت نام فدراسیون‌ها و باشگاه‌ها شش روز بعد (۳ آوریل) بود. در آن روز دبیر کل فقط فهرست اسامی را از یونان و دانمارک دریافت کرده بود. بنابراین فوتبال (مانند بوکس، کریکت، اسب‌دوانی، روئینگ و قایقرانی) تنها به طور غیر رسمی بخشی از برنامه المپیک آتن در سال ۱۸۹۶ بود.

## ترکیب
تیم یونانی توسط باشگاه ورزشی پودیلاتیکوس سیلوگوس آتینون (یکی از پیشگامان فوتبال یونان)، که همچنین یونان را در مسابقات دوچرخه‌سواری پیست که همچنین در پیست نئو فالیرون برگزار می‌شد، نمایندگی کرد. با این حال، ترکیب تیم دانمارک بسیار پیچیده‌تر بود. کپنهاگن (کی‌آر) در دهه ۱۸۹۰ تیم فوتبال خوبی داشت، بنابراین آنها از طرف بنیانگذار بازی‌های المپیک مدرن، پیر دو کوبرتن، برای شرکت در المپیک ۱۸۹۶ دعوت‌نامه دریافت کردند، اما ظاهراً آنها فقط دو بازیکن را به نمایندگی از آنها فرستادند: یوجین اشمیت و هولگر نیلسن، که بقیه تیم را با دانمارکی‌هایی پر کردند که در آتن زندگی می‌کردند یا به طور اتفاقی در آن زمان به دلایل کاری، مانند ملوانی و تاجری، آنجا بودند، به علاوه برخی از اعضای اوستربرو بولدکلوب (اوبی). کی‌آر و اوبی از جمله اعضای موسس کنفدراسیون ورزش دانمارک بودند که در ۱۴ فوریه ۱۸۹۶ تأسیس شد و تیم اعزامی به آتن را انتخاب کرد.[1] بازیکنان اوبی که به آتن فرستاده شده بودند، به دلایل اقتصادی با بازیکنانی که ظاهراً بولدکلوبن فرم را ترک کرده بودند، جایگزین شدند.
نویسنده چکی، ژیری گوث-یارکوفسکی، که یکی از اعضای مؤسس IOC در سال ۱۸۹۴ بود و در سال ۱۸۹۶ در آتن به عنوان عضو IOC بود، در سال ۱۸۹۶ گزارش داد که دانمارک ۱۲ شرکت کننده در بازی‌های المپیک دارد، که توضیح می‌دهد که چگونه دانمارک می‌تواند یک تیم فوتبال را ارائه دهد. گزارش‌های بعدی بیان می‌کنند که دانمارک فقط ۳ شرکت‌کننده داشت، اما ۹ شرکت‌کننده اضافی به احتمال زیاد تنها بخشی از مسابقه فوتبال غیررسمی بودند، و بنابراین هرگز در منابع رسمی ذکر نشدند.
هم اشمیت و هم نیلسن در دیگر مسابقات المپیک تابستانی ۱۸۹۶ شرکت کردند؛ اشمیت هم در دوی ۱۰۰ متر و هم در مسابقه تیراندازی با تفنگ نظامی شرکت کرد، اگرچه او به هیچ مقام قابل توجهی دست نیافت. نیلسن در مسابقات شمشیربازی، سلاح گرم و دیسک رقابت کرد.

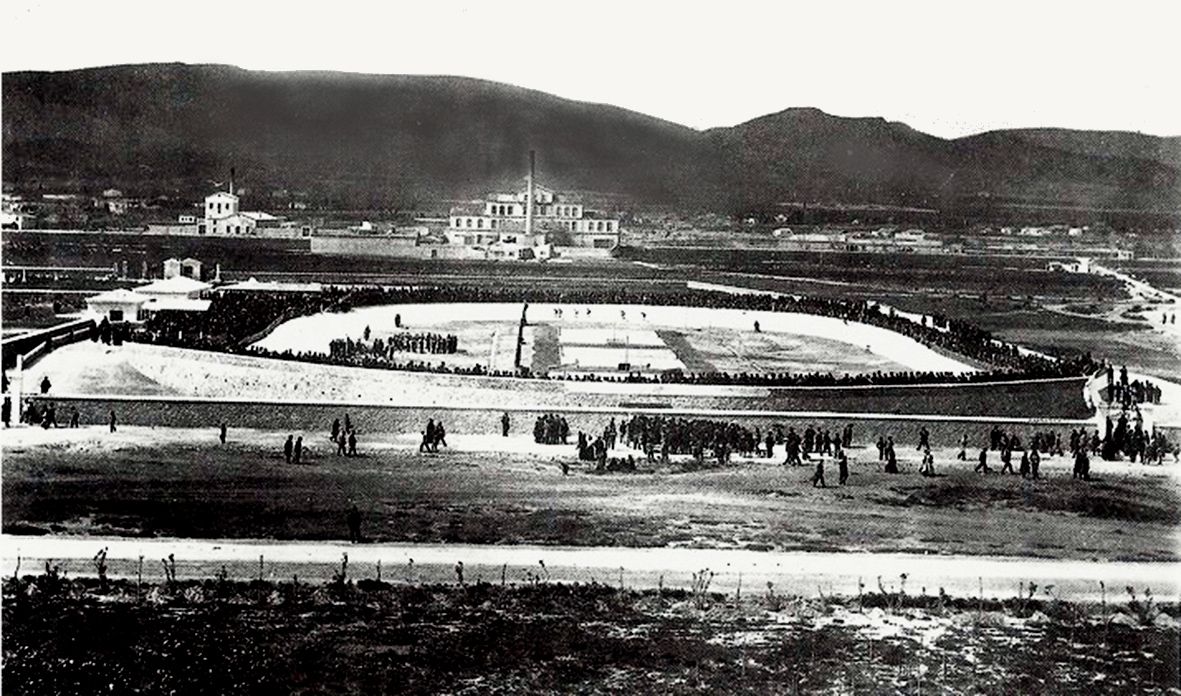
'پودیلاتودرومیو' در آتن، مکان برگزاری تورنمنت، در سال ۱۸۹۶

## مکان
مسابقه در "پیست نئو فالیرون" (یا "پودیلاتودرومیو")، که در اصل یک پیست و سالن سرپوشیده در منطقه نئو فالیرو در پیرئوس بود، برگزار شد. این مکان همچنین برای مسابقات دوچرخه‌سواری پیست در المپیک ۱۸۹۶ مورد استفاده قرار گرفت.
این مسابقه در آن زمان تعداد قابل توجهی از تماشاگران را به خود جلب کرد، بیش از ۶۰۰۰ نفر در ورزشگاه حضور داشتند.

## مسابقه
| پودیلاتیکوس سیلوگوس آتینون | ۰–۹ یا ۰–۱۵ | منتخب دانمارک |
| -------------------------- | ----------- | ------------- |
|                            | گزارش       |               |

| GK |  | پاولوس کونتوریوتیس     |
| DF |  | کاوالیراتوس آنینوس     |
| DF |  | کنستانتینوس زرووداکیس  |
| MF |  | دمتریوس پتروکوکینوس    |
| MF |  | جورجیوس کارامانوس      |
| MF |  | استاوروس آنتونیادیس    |
| FW |  | اسپیریدون آنگوناکیس    |
| FW |  | پ. گاسپاریس            |
| FW |  | اپامیندوس هاریلاوس     |
| FW |  | استاماتیوس نیکولوپولوس |
| FW |  | الفتریوس پساروداس      |

|  |  | یوجین اشمیت                                                                                             |
|  |  | هولگر نیلسن                                                                                             |
|  |  | + ۹ بازیکن نامشخص (ملوانان و بازرگانان دانمارکی، اعضای اوستربرو بولدکلوب که به طور اتفاقی در آتن بودند) |

## رتبه‌بندی
| رده | تیم                        | بازی | برد | تساوی | باخت |
| --- | -------------------------- | ---- | --- | ----- | ---- |
| ۱   | منتخب دانمارک              | ۱    | ۱   | ۰     | ۰    |
| ۲   | پودیلاتیکوس سیلوگوس آتینون | ۱    | ۰   | ۰     | ۱    |

## انکار و اثبات

### انکار
در سال ۲۰۱۷، مورخان المپیک، ولکر کلوگ و بیل مالون، نتایج تحقیق در مورد یک بازی احتمالی فوتبال در بازی‌های المپیک ۱۸۹۶ را منتشر کردند. آنها به کتابی (منتشر شده در سال ۱۹۹۸) در مورد بازی‌های المپیک ۱۸۹۶ که توسط خود بیل مالون و تور ویدلاند نوشته شده است استناد می‌کنند. در کتاب به این نتیجه رسیدند که:
"گاهی اوقات فوتبال به عنوان یک ورزش دوستانه یا نمایشی در بازی‌های المپیک در سال ۱۸۹۶ ذکر می‌شود، اگرچه در زمان المپیک ۱۸۹۶ چنین نام‌گذاری وجود نداشت. ظاهراً مسابقه‌ای بین یک باشگاه یونانی و یک باشگاه دانمارکی برگزار شده است. هیچ منبعی از دوره ۱۸۹۶ این را پشتیبانی نمی‌کند و ما فکر می‌کنیم به احتمال زیاد این خطایی است که در چندین متون انجام شده است. چنین مسابقه‌ای هیچوقت رخ نداد».
نظریه‌ای که مالون و کلوگه مطرح کردند این است که مسابقه بین دانمارک و آتن در بازی‌های بین‌المللی ۱۹۰۶ در طول تاریخ به اشتباه گزارش شده است که در بازی‌های المپیک ۱۸۹۶ اتفاق افتاده است. در واقع، یک منبع حکم می‌کند که مسابقه ۱۸۹۶ توسط تیم‌های منتخب آتن و منتخب سمورنا به برگزار شد، اما این بازی در واقع در بازی‌های بین‌المللی برگزار شد و ادعا می‌شود که به اشتباه تاریخش عوض شده است.

### اثبات
مورخان المپیک اریک برگوال، فریتز واسنر، هربرت ساندر و پدر کریستین اندرسن همگی به طور مستقل موافق هستند که فوتبال در بازی‌های المپیک ۱۸۹۶ بازی می‌شد، و اینکه نمی‌توان در مورد سردرگمی بین مسابقات فوتبال در سال‌های ۱۸۹۶ و ۱۹۰۶ صحبت کرد.
در سال ۱۹۷۰، یک فوتبالیست قدیمی یونانی، مالونیس ایزایاس، که در بازی‌های بین متفقین ۱۹۱۹ نیز بازی کرد، مصاحبه‌ای در مورد آغاز فوتبال یونان انجام داد و در آن اظهار داشت که فوتبال در بازی‌های المپیک ۱۸۹۶ بازی می‌شد.
اطلاعات مربوط به این مسابقه به احتمال زیاد بیشتر از یکی از بنیانگذاران IOC الکسی بوتوفسکی (۱۸۳۸–۱۹۱۷) می‌آید که شاهد مسابقه در سال ۱۸۹۶ بود. به گفته او امتیاز ۰–۹ بود.
خبر شماره ۱۵۵ فیفا از آوریل ۱۹۷۶ دانمارک را به عنوان اولین قهرمان المپیک فهرست می‌کند. در اواخر همان سال در ژوئیه، فیفا چهلمین کنگره خود را برگزار کرد که به طور رسمی بازی‌های المپیک ۱۸۹۶ را به عنوان اولین مسابقات فوتبال المپیک به رسمیت شناخت.